# Pseudautomeris ophthalmica
Pseudautomeris ophthalmica är en fjärilsart som beskrevs av Moore 1883. Pseudautomeris ophthalmica ingår i släktet Pseudautomeris och familjen påfågelsspinnare. Inga underarter finns listade i Catalogue of Life.